# 류경진 (판사)
류경진(柳京辰, 1973~)은 서울 태생의 법조인이다. 서울 단국대 부속고등학교와 고려대 법학과를 졸업했다. 골프채를 받은 동료 부장판사의 뇌물수수 사건을 일방적으로 무죄 판결하여 국민적 공분을 일으켰으며, 불공정하고 편파적인 판결에 대한 비판여론이 많았다. 제41회 사법시험(사법연수원 31기) 출신으로 전주지방법원, 인천지방법원, 서울중앙지방법원 판사 등을 역임했다. 현재 서울중앙지방법원(형사합의43부)에서 형사10단독(교통·도박)을 맡고 있다.

## 골프채 받은 현직판사 알선 뇌물수수 무죄 판결 논란
류경진은 인천지법 형사14부 부장판사로 재직하던 2023년 10월 26일에 열린 선고 공판에서 알선뇌물수수와 정보통신망법 위반 혐의로 불구속 기소된 동료 부장판사 A씨(54)에 대해 무죄 판결을 내렸다. 류경진은 또 A 부장판사에게 짝퉁 골프채를 건넨 혐의(뇌물공여) 등으로 기소된 마트 유통업자 B씨(54) 등 2명에게도 무죄를 선고했다. A 부장판사는 2019년 2월 인천 계양구 식자재 마트 주차장에서 고향 친구 소개로 알게 된 B씨로부터 52만원 상당의 짝퉁 골프채 세트와 25만원짜리 과일 상자 등 총 77만여원 상당의 금품을 받은 혐의 등으로 기소됐다. 그는 또 2018년에는 B씨로부터 "사기 사건 재판에서 선고 날 법정 구속이 될지 알아봐 달라"는 부탁을 받고 법원 내 사건 검색시스템에 접속하기도 했다.
류경진은 "A 부장판사가 골프채를 받은 뒤 B씨가 여러 민사·형사 건으로 재판을 받은 사실은 분명하다"며 "B씨가 A 부장판사에게 (골프채를 건넨 뒤) 막연한 기대를 했을지 모르지만, A 부장판사는 여러 수사기관이나 재판에 영향력을 미칠 지위가 아니었다"고 판단했다. 이어 "A 부장판사가 B씨 사건 담당 재판부에 연락하거나 선고 사실을 사전에 알아본 증거도 없다"며 "B씨가 A 부장판사에게 알선 청탁의 의미로 골프채를 줬다거나 A 부장판사가 그런 뜻으로 골프채를 받았다고 보기엔 증거가 부족하다"고 무죄 선고 이유를 밝혔다. 또 류경진은 A 부장판사가 B씨 부탁을 받고 사건 검색시스템에 접속한 혐의에 대해서도 "이 시스템에 사적 목적의 검색 자체를 금지하는 규정이나 법령상 제한이 있다고 보기 어렵다"며 "외부인이 검색하는 것과 비교했을 때 제공되는 정보 양에도 차이가 없다"고 판단했다.
앞서 검찰은 지난 8월 25일 열린 결심 공판에서 피고인이 모범을 보여야 할 판사 신분으로 뇌물을 수수했다는 이유로 징역 1년을 구형했다. 검찰은 무죄판결에 불복해 항소를 했다.
현직판사가 골프채를 받은 것이 청탁성이 없다고 본 것이나, 사건 검색시스템에 사적으로 접속한 것이 문제가 없다고 보고 무죄판결을 내린 이 재판은 상당한 논란을 야기했다. 이 때문에 판사의 제식구 감싸기 아니냐는 비판과 함께 국민적 공분을 사게 되었고, 본재판은 언론에도 수차례 보도가 되었다.